# Бай Чжицзянь
Бай Чжицзя́нь (кит. упр. 白志健, пиньинь Bái Zhìjiàn, род. в ноябре 1948, г. Ухань, пров. Хубэй) — китайский политик.
Член КПК с 1976 года, член ЦКПД 15 созыва, член ЦК КПК 16-17 созывов.

## Биография
По национальности хань.
С 1977 года работал в министерстве сельского хозяйства, в 1996-98 гг. министр сельского хозяйства.
В 1998-2001 гг. зампредправительства АР Внутренняя Монголия.
С июля 2002 года заведующий Канцелярией по связям Центрального народного правительства в Специальном административном районе Аомэнь.
С марта 2013 года председатель Комитета ВСНП по делам хуацяо.